# Mallophora geniculata
Mallophora geniculata är en tvåvingeart som beskrevs av Macquart 1838. Mallophora geniculata ingår i släktet Mallophora och familjen rovflugor. Inga underarter finns listade i Catalogue of Life.